# Prix Jean Teghem
 (novembre 2023).
Si vous disposez d'ouvrages ou d'articles de référence ou si vous connaissez des sites web de qualité traitant du thème abordé ici, merci de compléter l'article en donnant les références utiles à sa vérifiabilité et en les liant à la section « Notes et références ».
Le Prix Jean Teghem est un prix triennal, destiné à récompenser, en Communauté francophone de Belgique, une personne ou un collectif qui s’est distingué par une œuvre remarquable dans le domaine de l’éducation permanente ou de la vulgarisation scientifique. 
Le Prix Jean Teghem a été créé en 1993 par le Conseil de l'Éducation permanente de l'Université libre de Bruxelles (CEPULB) en l'honneur de son fondateur, le professeur Jean Teghem, qui présida ce Conseil depuis sa création, en 1975, jusqu'en 1992.
Ce prix est d’un montant de 6000 EUR. 
Le travail présenté doit être : 
- de longue haleine ;
- effectué en marge ou en complément de l’activité professionnelle ;
- orienté vers un large public d’expression française.

## Palmarès
- 1994 : Jean-Marc Lévy-Leblond (Université de Nice).
- 1997 : Albert Art (Université Libre de Bruxelles).
- 2000 : asbl " Territoires de la Mémoire " (Liège)
- 2003 : Émile Gevenois, auteur et coauteur de deux livres sur le cancer du sein et le soutien des patientes et de leur entourage (Bruxelles)
- 2006 : Thierry Appelboom (Musée de la Médecine de l'ULB) et Michel Wautelet (activités de vulgarisation scientifique dans le domaine des relations sciences-technologie-société)
- 2009 : Yaël Nazé (Université de Liège) (activités de vulgarisation scientifique dans le domaine de l'astronomie)
- 2012 : asbl KOREGOS
- 2016 : Cécile Vanderpelen-Diagre et Jean-Philippe Schreiber pour la plate-forme Internet d'ORELA
- 2019 : Dr Dominique Bron, Professeur à l'Université Libre de Bruxelles, chef du Service d'hématologie clinique et expérimentale à l'Institut Jules Bordet